# Балх (провинција)
Балх је једна од 34 провинције Авганистана. На сјеверу је земље. Главни град је Мазари Шариф.
Међу другим значајним градовима је Балх.